# 역진행 수업
역진행 수업(逆進行 授業, flipped learning) 또는 플립드러닝, 플립러닝, 역전(逆轉)학습, 거꾸로 교실은 혼합형 학습의 한 형태로 정보기술을 활용하여 수업에서 학습을 극대화할 수 있도록 강의보다는 학생과의 상호작용에 수업시간을 더 할애할 수 있는 교수학습 방식을 말한다. 흔히 적용되는 방식으로는 교사가 준비한 수업 영상과 자료를 학생이 수업시간 전에 미리 보고 학습하는 형태가 있다. 그 후 교실 수업시간에 교사는 교과내용을 중심으로 가르치기보다 학생들과 상호작용하거나 심화된 학습활동을 하는 데 더 많은 시간을 할애할 수 있다.

## 개요
전통적인 수업 방식에서 학생들은 수업 시간에 다룰 교재의 내용을 미리 읽어보는 것이 권장되었으며 교재의 내용은 다음날 수업 시간에 다루어졌다. 수업 후, 학생들은 그들이 학습내용을 온전히 숙지했다는 것을 보여주기 위해 숙제를 풀어야 했다. 플립드러닝 수업 방식은 이와 반대이다. 학생들은 수업에 앞서 수업내용을 교수자가 제공하는자료를 통해 학습하고, 교실수업에서는 실제적 과제를 연습하거나 문제풀이를 통해 지식을 적용하게 된다. 이때 교수자는 문제풀이가 안되거나 과제 연습이 어려운 학생들을 돕는다. 따라서 플립드러닝 방식에는 개별화 수업, 프로젝트 중심 학습 등과 같은 학습자 중심 활동 시간을 포함시킬 수 있다. 플립드러닝 수업에서 교수자는 학생들의 학습을 이끄는데 더 많은 시간을 할애하게 되며 또한 학생들이 정보를 이해하고 새로운 아이디어를 만들어내는 것을 촉진시키는데 주된 역할을 한다. 플립드러닝 수업의 효과로는 학생들의 수업 중도 탈락율이 감소되며 학생들이 학습하게 되는 정보의 양이 증가하였다는 보고가 있다. 하지만 다수의 사람들은 플립드러닝 수업이 학교 밖에서 인터넷 사용이 어려운 학생들에게는 효과적이지 못할 수 있다는 점을 우려한다. 또 문제가 되고 있는 점은 플립러닝을 도입한 미국 캘리포니아 소재 일부 대학의 경우 강연은 하버드대학이나 매사추세츠공과대학(MIT) 교수 수업으로 대체하고 담당 교수는 보조적인 역할만 하는 형태로 운영되는 경우까지 발생하기도 해 교육계에 위협이 될 수 있다는 것이다. (학교에서 수동적 수업을 받고 가정에서 과제를 하던 방식에서 벗어나 가정에서 능동적 학습을 하고 학교에서 실습과 과제를 하는 방식으로 생각하면 이해하기 쉽다.)

## 역사
1990년대에 동료교수법 (peer instruction) 을 개발한 하버드의 Eric Mazur 교수는 컴퓨터를 활용하여 수업을 진행하면서 강의를 하는 대신 수업내용을 코칭할 수 있음을 발견하였고, "그 결과, 나와 조교는 컴퓨터를 활용한 강의 전달과 코칭을 하지 않았으면 발견되지 않았을 몇 가지 일반적인 오해들을 다룰 수 있게 되었다." 고 말하였다. 또한 "우리는 그러한 과정의 시작을 보았을 뿐이고, 컴퓨터는 곧 교육의 필수적인 요소가 될 것이다. 컴퓨터가 교사를 대체할 수는 없지만 교육의 질 개선을 위한 중요한 역동적 도구를 제공할 것"이라고 언급하였다.
2000년 Maureen Lage, Glenn Platt, Mchael Treglia는 "Inverting the Classroom: A Gateway to Creating an Inclusive Learning Environment" 논문을 통해 Miami 대학교의 '경제학 입문' 과목을 가르치면서 역진행 수업(flipped teaching, inverted instruction, inverted classroom)을 적용한 사례를 논의하였다. 저자들은 역진행 수업을 ‘flipped teaching’, ‘differentiated instruction’ 등의 용어로 정확히 언급하지는 않았지만, 역진행 수업이 학생들의 다양한 학습 스타일을 수용하여 차별화된 수업을 가능케한다고 강조하였다.
J. Wesley Baker는 2000년에 teaching & learning 협회가 주관한 국제 컨퍼런스 발표에서 "역진행 수업: 웹 기반 강좌 관리도구를 보조수단으로 사용하기" 논문을 통해 역진행 수업을 이야기했다. 그 이후, 이 논문은 ‘강단 위의 현인(賢人)’ (sage on the stage) 대신 ‘객석의 안내자’ (guide on the side) 라는 기발한 문구와 함께 매우 많이 인용되었는데 이 말은 교실에서 역진행 수업을 적용하려는 이들의 표어가 되었다.
Baker는 또한 교사가 학생들에게 과제를 내주는 온라인 학습을 제시하기 위한 웹 기반 수업 관리 프로그램과 온라인 웹 도구를 사용하는 역진행 수업의 모델을 발표했다. 이 모델에 따르면 교실에서 교사는 활동적인 학습활동과, 다른 학생들과 함께 노력하면서 더 심도 있는 학습을 할 수 있는 충분한 시간을 갖는다.
2000년 가을에 Wisconsin-Madison 대학교는 Computer Science 코스에서 강의를 대체하기 위해 파워포인트 슬라이드와 강의 비디오를 통합시켜 제작한 비디오 프리젠테이션을 스트리밍하는 eTeach software를 사용하기 시작했다. 온라인에서의 강의 제공은 학생들이 스케줄에 따라 시간이 있을 때와 주의를 집중할 수 있을 때 강의를 볼 수 있게 해주었다. 또한 강의 내용 전달을 온라인으로 대체함으로써 학생들과 교수자는 문제 해결에 수업 시간을 쓸 수 있게 되었으며 그들 사이의 상호작용도 증가되었다. 한편 2011년에는 2개의 Wisconsin Collaboratory for Enhanced Learning Center가 역진행 수업 및 블렌디드학습을 위해 세워졌다.
"The Classroom Flip" (2006) 발표를 통해 저자인 Mike Tenneson과 Bob McGlasson은 역진행 수업을 적용하고자 할 때 교사가 어떤 선택을 해야하는지를 설명했다. 그들은 특히 교사는 교실에서 가장 원하는 변화에 대해 스스로 의문을 가져야 하며, 개인의 교수 과정을 향상시킬 수 있는 다른 메카니즘을 플리핑(Flipping)하는 방법을 결정할 수 있어야 함을 제시하였다. 이 발표는 학습자에게 잘 설계된 수업과 관련 활동이 주어질 때 더욱 성장할 수 있는 이유를 밝혔으며 그것은 학습 이론 및 동기와 관계가 있다. 또한 선택가능한 컴퓨터 코스 관리 시스템의 다른 형태에 대해서도 소개하였다.
2007년 Jeremy Strayer의 박사 논문 "학습 환경에서 역진행수업의 효과: 전통적 교실의 학습 활동과 intelligent tutoring system을 이용한 역진행수업의 비교"에서 대학교에서의 역진행 수업을 연구했다. 저자는 통계학과 예비-미적분학 코스에서 스스로 녹화한 비디오테입을 서론 강의로 주고 숙제를 부여했다. 학습자들은 수업에서 프로젝트를 진행했고, 그 코스는 블랙보드 상호작용 기술을 이용한 수업 내 활동과 관련되어 있었다. 저자는 학습자들이 비디오를 봤을 때 제어할 수 있고, 새로운 정보를 민감하게 받아들일 수 있을 것이라고 믿었다.
Woodland Park High School의 화학교사인 Jonathan Bergmann과 Aaron Sams는 2007년부터 중등교육에서의 역진행 수업을 지지하였다. Bergmann은 그의 교실에서 역진행 수업의 가장 큰 효과는 사람사이의 접촉이라고 생각하였다.
국외의 경우에서도, 기존의 학교 시스템의 변화와 더불어 학생들의 요구와 여러 장점을 지닌 교수방식으로 새로운 교육의 대안으로서 flipped learning(flip-flop)을 제안하고 있는데, 이와 같은 학습활동은 학생들에게 더 많은 활동과 역량을 발휘할 기회를 제공할 수 있을 것이라 예상하고 있다.

## 같이 보기
- 혼합형 학습(blended learning)